# بريت هاولاند
بريت هاولاند (بالإنجليزية: Brett Howland)‏ هو لاعب دوري الرغبي أسترالي، ولد في 13 يونيو 1976 في سيدني في أستراليا.